# Ankou

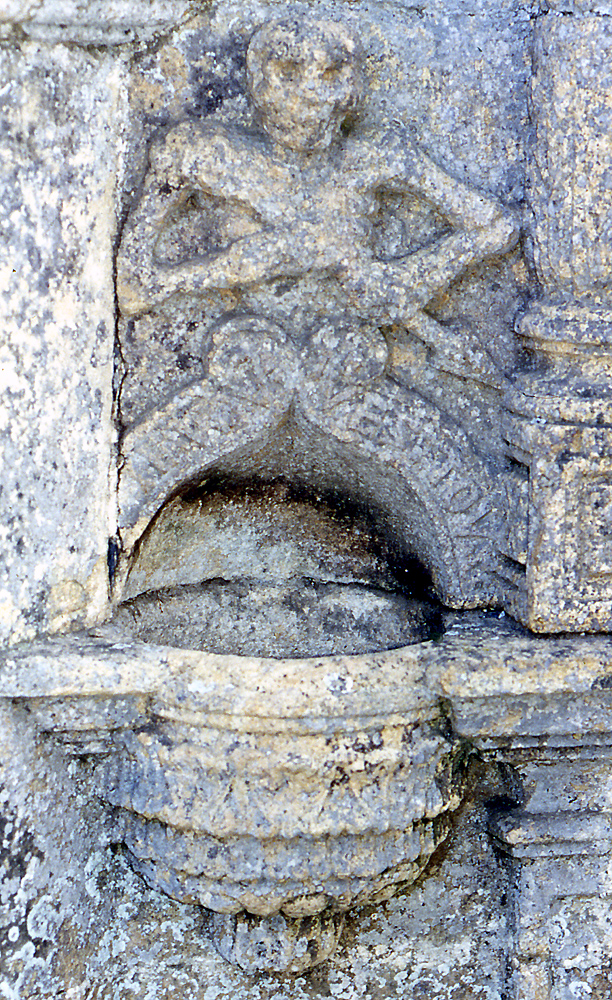
Ankou in La Roche-Maurice

Der Ankou (Bretonisch: Ankoù) gilt nach bretonischer Überlieferung als personifizierter Tod. Er ist aber auch ein Geist, der über Friedhofsgräber wacht und stellvertretend für die Toten erscheint. Er muss umgehen und die Gräber vor unerwünschten Eindringlingen schützen. Daher auch seine Bezeichnung Friedhofswächter. Manche sehen in ihm einen Untoten, ein Gespenst oder einen Dämon. Er ist die Personifizierung des Todes oder ein Todesbote, in jedem Fall aber sucht er die Nähe der Menschen.
Er wird auch „König der Toten“ oder „Père Ankou“ genannt, wobei letzteres sich wohl später als „Gevatter Tod“ durchsetzte.
Nach einigen Vorstellungen wird der erste Tote, den man zu Beginn des Jahres beerdigt, zum Ankou. Einem anderen Volksglauben nach wird zum Ankou, wer lebendig als erster auf einem neuen Friedhof begraben wird, dafür soll es manchmal sogar Auswahlen gegeben haben, wer dies sein soll.
Der Ankou zeigt sich den Todgeweihten, zumeist alte und kranke Menschen, in einer Vielzahl von Gestalten und Formen in Träumen und Visionen oder auf materieller Ebene. Seine bekanntesten Manifestationen sind:
- ein Skelett, das nachts auf einem quietschenden Wagen fährt, mit einer Sense
- ein Tier
- ein riesiger, schattenhafter Mann in dunklem Mantel, der die Toten auf seinen Karren lädt

Darstellungen des Ankou sind häufig in den „Beinhäusern“ anzutreffen. Der Glaube an diesen Totengeist wird manchmal auf den Brauch zurückgeführt, in der Vergangenheit heldenhaften Toten große Megalith-Bauten zum Grabe zu errichten.
Ankou empfängt die Toten im Augenblick ihres Verscheidens und begleitet sie in die Unterwelt. Deren kalter, in Nebelschwaden gehüllter Eingang soll sich, so heißt es, in Yeun Ellez in den Bergen der Monts d’Arée befinden.
Wenn man den Ankou erblickt, ist der bevorstehende Tod unausweichlich.
Über den Ankou gibt es auch eine Sage aus der bretonischen Ortschaft Quimper. Ein reicher Gutsbesitzer soll alle Dorfbewohner zu einem großen Schlachtfest eingeladen haben. Er gibt die Einladung nach der Kirche auf dem Friedhof bekannt. Da fragt die Stimme eines Unsichtbaren, ob auch er geladen sei. Zur Feier erscheint dann ein verspäteter, den Geruch von Fäulnis verströmender Gast in zerlumpter Kleidung, der zu niemandem spricht. Als das Fest beendet ist und die Gäste gehen wollen, erhebt der befremdliche Gast sein Gesicht und man sieht, dass es ein Totenschädel ist. Danach wirft er die Lumpen ab und ein Skelett kommt zum Vorschein. Der Geist erklärt, dass er ein Ankou sei, und sein Gastgeber nur noch acht Tage auf Erden zu leben habe. Er sage ihm das, damit er Zeit habe, seine Angelegenheiten zu ordnen und eines ruhigen Todes sterben könne. Der reiche Gutsbesitzer befolgt den Ratschlag, beichtet und kommuniziert und stirbt acht Tage später.
Er soll auch häufig an Allerheiligen gesehen worden sein.
Im Volksglauben heißt es auch, dass der Ankou jeden, der die Ruhe der Toten stört – egal ob dieser tot oder lebendig ist – abschreckt. Dies soll der Grund dafür sein, dass man sich auf Friedhöfen manchmal unwohl fühlt. (Diese Ansicht ist zumindest in England verbreitet.)